# 里韦尔内尔
里韦尔内尔（法語：Rivèrenert，法語發音：[ʁivɛʁnɛʁ]）是法国阿列日省的一个市镇，位于该省西部，属于圣日龙区。

## 地理
里韦尔内尔（42°57'25"N, 1°13'43"E）面积28.81 平方千米，位于法国奧克西塔尼大區阿列日省，该省份为法国西南部内陆省份，西部和北部与上加龙省接壤，东临奥德省，东南至东比利牛斯省接壤，南与安道尔和西班牙接壤。
与里韦尔内尔接壤的市镇（或旧市镇、城区）包括：比耶尔特、昂库尔蒂耶克、埃尔普、埃斯普拉德塞鲁、拉库尔、莱斯屈尔、库斯朗地区蒙茹瓦、里蒙、苏朗。

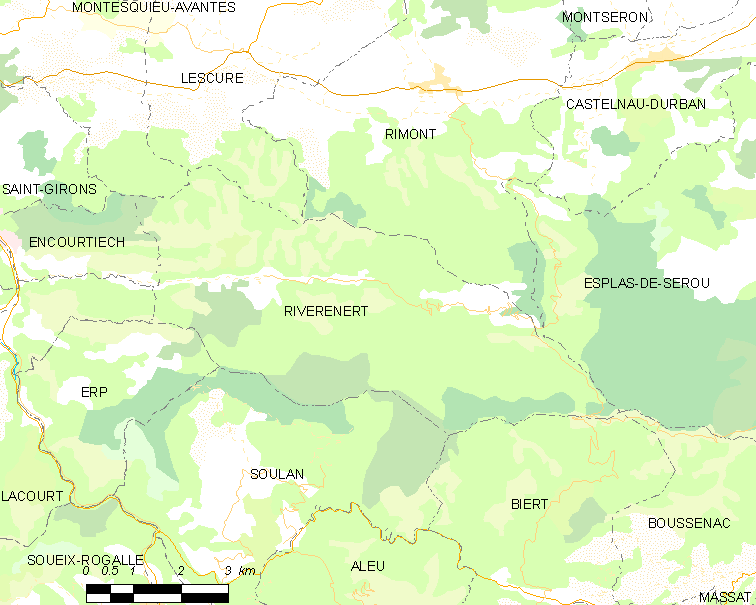
里韦尔内尔的OSM定位图

里韦尔内尔的时区为UTC+01:00、UTC+02:00（夏令时）。

## 行政
里韦尔内尔的邮政编码为09200，INSEE市镇编码为09247。

## 政治
里韦尔内尔所属的省级选区为库斯朗东县。

## 人口

1962-2008年间里韦尔内尔人口变化图示

里韦尔内尔于2022年1月1日时的人口数量为192人。